# Cesare Orsenigo
Cesare Orsenigo, né le 13 décembre 1873 à Villa San Carlo (Italie) et mort le 1er avril 1946 à Eichstätt (Allemagne), est le nonce apostolique en Allemagne de 1930 à 1946.

## Biographie
Cesare Vincenzo Orsenigo naît dans une famille bourgeoise, son père étant soyeux. Il étudie au séminaire de Milan. Il est ordonné en 1896 et devient quelques mois plus tard vicaire à Milan. Il est ensuite curé à la paroisse Saint-Fidèle. Il entre au chapitre de la cathédrale de Milan en 1912 et enseigne dans une école privée pour jeunes filles de la bourgeoisie milanaise, l' Istituto Alfieri. Il s'occupe de diverses organisations caritatives, dont les Dames de Saint-Vincent-de-Paul auxquelles il adjoint une branche issue de la jeunesse et une œuvre à la base de la construction de l'hôpital dit Ospizio Catena. Il est proche de Mgr Ratti (futur Pie XI) et milanais comme lui. Ils s'apprécient mutuellement, aussi n'est-il pas étonnant qu'une fois devenu pape il nomme Cesare Orsenigo, le 23 juin 1922, évêque in partibus de Ptomélaïs-en-Libye (de) et nonce aux Pays-Bas (en). Il est consacré le 29 juin suivant par le camerlingue et secrétaire d'État, le cardinal Gasparri avec comme co-consécrateurs Giovanni Maria Zonghi (de) et Agostino Zampini (it). Il est ensuite nonce en Hongrie en 1925, puis en Allemagne en 1930, où il prend la suite de Mgr Pacelli appelé à Rome pour devenir cardinal à la curie et secrétaire d'État.
Mgr Orsenigo présente ses lettres de créance au maréchal von Hindenburg le 2 mai 1930. Il écrit à Pie XI le 16 février 1933 qu'il serait " incohérent " de soutenir en quoi que ce soit le parti national-socialiste nouvellement élu, mais qu'il craignait aussi un nouveau Kulturkampf (qui sera plus feutré, mais réel avec rapidement l'interdiction d'enseigner et l'interdiction des organisations de jeunesse catholiques) dans une ambiance favorisant une idéologie néopaïenne. Il reconnaît cependant un mois que plus tard que 40 % des électeurs catholiques (minoritaires en Allemagne) ont délaissé le Zentrum et se sont laissé tenter par le programme de redressement économique du parti. Il assiste aux violations progressives du concordat récemment signé. Ses notes régulières de protestation sont assidument ignorées du gouvernement allemand qui rogne les droits de l'Église catholique. Il s'occupe aussi de la communauté italienne à Berlin. En 1937, il joue un rôle important dans l'organisation de l'envoi aux évêques de la nouvelle Encyclique Mit brennender Sorge condamnant l'idéologie totalitaire qui prenait de plus en plus d'emprise en Allemagne.
Les tentatives du Saint-Siège de s'opposer à la guerre restent lettre morte et après l'élection de Pie XII, Mgr Orsenigo envoie en cinq ans 1 500 rapports sur la situation en Allemagne. Ribbentrop se félicite dans une lettre à Hans Lammers d'ignorer les mises en garde du Vatican et de son nonce. Il est aussi formellement nonce en Pologne occupée, les Allemands refusant la nomination d'un nonce dans ce pays. Il envoie en août 1940 une lettre de protestation privée au gouvernement contre les abus commis à l'encontre de l'Église, mais qui n'a évidemment aucun effet. La situation de l'Église est catastrophique en Pologne, ainsi dans le diocèse de Chełmno (Culm) et de Pelpin, seuls vingt prêtres, sur les cinq cents auparavant, ne sont pas assassinés ou emprisonnés. Il est toutefois critiqué pour sa prudence. Après l'armistice de 1943 en Italie, Mgr Orsenigo s'occupe des prisonniers italiens en Allemagne, s'occupant de fournir du matériel liturgique aux prêtres, malgré l'interdiction des autorités, mais aussi des médicaments aux malades. Il séjourne à côté de Berlin au château de Prötzel mis à sa disposition après le bombardement de la nonciature à Berlin.
Mgr Orsenigo meurt inopinément lors d'un déplacement à Eichstätt, le 1er avril 1946, où il avait fui l'avancée des troupes soviétiques. Les Américains font transporter sa dépouille en Italie le 24 avril, après une cérémonie célébrée par le cardinal Schuster et il est enterré dans la sépulture familiale à Olginate. 
La nonciature ne sera attribuée qu'en 1951. Bien sûr les détracteurs du catholicisme de l'époque critiquent l'action de Mgr Orsenigo pendant cette période, notamment un certain nombre d'historiens à charge américains (Peter Goldman, Michael Phayer), mais il fut aussi jugé trop timide vis-à-vis des autorités en place par certains hommes d'Église prestigieux, comme le soulignait déjà en 1937 Mgr Konrad von Preysing. En conclusion, l'historien jésuite Pierre Blet (1918-2009) estime que si Mgr Orsinego avait été déplacé par le Vatican, le régime du Troisième Reich n'aurait certainement pas accepté de remplaçant et Rome aurait perdu un lien précieux d'information sur la situation de l'Église en Allemagne.

## Œuvre
En plus des milliers de lettres qu'il a écrites et qui sont conservées aux archives du Vatican, Cesare Orsenigo a publié une biographie consacrée à saint Charles Borromée et a collaboré au périodique San Carlo Borromeo, alors qu'il était à Milan. Il est aussi l'auteur d'une biographie de Frédéric Ozanam et d'une étude sur le père Lacordaire. Il a aussi publié des ouvrages éducatifs et des traductions du hollandais en matière pédagogique.

## Succession apostolique
Cesare Orsenigo a ordonné les évêques suivants :
- Évêque Lajos Shvoy (hu) (1927)
- Évêque Maximilian Kaller (de) (1930)
- Évêque Franz Justus Rarkowski, S.M. (1938)
- Cardinal Lorenz Jäger (1941)
- Cardinal Josef Frings (1942)